# Letitia Woods Brown
Letitia Woods Brown (24 de outubro de 1915 - 3 de agosto de 1976) foi uma pesquisadora e historiadora afro-americana . Obtendo um mestrado em 1935 da Ohio State University e um Ph.D. em 1966 pela Universidade de Harvard, atuou como pesquisadora e historiadora por mais de quatro décadas e se tornou uma das primeiras mulheres negras a obter um doutorado na Universidade de Harvard em história. Como professora, ela começou sua carreira no Condado de Macon, Alabama, entre 1935 e 1936. Mais tarde, em 1937, ela se tornou instrutora de história do Instituto Tuskegee, mas saiu em 1940. Entre 1940 e 1945 ela trabalhou no LeMoyne-Owen College em Memphis, Tennessee como tutora. De 1968 a 1971, ela atuou como professora Fulbright na Monash University e na Australia National University, seguida por um período em 1971 trabalhando como consultora no Federal Executive Institute . Entre 1971 e 1976, ela atuou como professora de história no corpo docente afro-americano da Universidade George Washington e se tornou a primeira membro negra em tempo integral. Ela também atuou como consultora principal para o projeto de História Oral de Mulheres Negras da Biblioteca Schlesinger durante o curso de sua carreira profissional. Além de ensinar história, Brown escreveu e contribuiu para livros sobre Washington DC, como Washington from Banneker to Douglas, 1791-1870 e Washington in the New Era, 1870-1970 .

## Infância e educação
Letitia Woods Brown (nascida Letitia Christine Woods) nasceu em outubro 24, 1915, para Evadne Clark Adam Woods e Matthew Woods em Tuskegee, Alabama, EUA.  Letitia foi a segunda das três filhas do casal.  Os Woods eram uma família de classe média; ambos os pais trabalharam como professores no Tuskegee Institute (agora Tuskegee University ), uma faculdade industrial estabelecida por Booker T. Washington Matthew Woods foi educado no Instituto Tuskegee. A mãe de Letitia, Evadne Woods, foi uma das doze crianças nascidas de Lewis Adams e Theodosia Evadne Clark. Seu pai Lewis Adams era um ex-escravo que se tornou um administrador da Tuskegee Normal School e um comissário em 1881. Todos eles serviram como educadores em todo o sul dos EUA.

Letitia Woods Brown frequentou o Tuskegee Institute, como seu pai. Ela se formou em bacharelado em 1935, durante a Grande Depressão. Enquanto ela continuou sua educação, ela serviu brevemente como professora no sistema escolar segregado do Condado de Macon, Alabama, onde ensinou 3ª e 4ª séries em 1935 e 1936. Ela declarou uma vez: "A escola negra rural na era segregada pós-depressão foi privada de qualquer padrão. Nunca havia livros suficientes e a professora tinha que providenciar seu próprio giz, papel, lápis...".  Posteriormente, ela obteve um mestrado em história pela Ohio State University em 1937. Era uma época em que era improvável que as mulheres de ascendência afro-americana continuassem o ensino superior e buscassem diplomas. Depois de se formar na Ohio State, Brown e um grupo de estudantes da Ohio State University viajaram para o Haiti para buscar conhecimento acadêmico sobre a história e a literatura do Caribe . Mais tarde, ela escreveu: "Essa viagem foi minha primeira saída para ver o mundo".

## Carreira
Em seu retorno do Haiti, Brown mudou-se para o Alabama em 1937 e trabalhou no Tuskegee Institute como professora de história até 1940. Em 1940, ela ingressou no LeMoyne-Owen College como professora de história após uma mudança do Alabama para Memphis, Tennessee. Ela continuou ensinando no LeMoyne-Owen College até 1945. Brown enfrentou o mesmo problema que a maioria dos educadores negros naquela época, na medida em que lhes foram oferecidas nomeações para cargos de ensino no ensino superior apenas em universidades e faculdades historicamente afro-americanas . Ela retornou brevemente em 1945 para a Ohio State University para ter aulas adicionais de história e geografia oriental.
Para buscar um doutorado em história, Brown mudou-se para Cambridge, Massachusetts, para frequentar a Universidade de Harvard onde conheceu Theodore Edward Brown. Eles se casaram em 1947 e se mudou para a cidade natal de seu marido, Harlem.
Eles se mudaram novamente para Mount Vernon, Nova York, onde ela trabalhou no conselho local de saúde e bem-estar. Os esforços de Brown na campanha eleitoral para eleger um afro-americano foram bem-sucedidos e Harold Wood foi eleito para o Conselho de Supervisores do Condado de Westchester. Ela escreveu: "A certa altura, o plano que projetamos para eleger um negro para o Conselho de Supervisores do Condado parecia tão convincente que decidimos que realmente deveríamos tentar. . . Harold Wood ganhou a eleição para se tornar o primeiro a voltar a servir no Conselho de Supervisores do Condado de Westchester".
A família mudou-se novamente em 1956 para Washington, DC. Lá, ela serviu no Escritório de Assistência Técnica como economista. Enquanto morava em Washington, seu interesse pela história afro-americana do Distrito de Columbia cresceu.  Nos últimos anos, o tema tornou-se uma parte importante das palestras e pesquisas de Brown. Durante seu curso de doutorado em Harvard, Brown lecionou na universidade, primeiro como professora de ciências sociais e depois de história, de 1961 a 1970.  Mais tarde, ela foi nomeada professora associada. Além de ensinar e pesquisar para sua tese de doutorado, Brown e seu marido treinaram o primeiro grupo de voluntários para o Peace Corps em preparação para um destacamento de 1961 em Gana.
Aos 51 anos, em 1966, Brown completou seu curso de doutorado em história 18 anos depois de começar, para se tornar uma das primeiras mulheres afro-americanas a obter um doutorado na Universidade de Harvard em história.
Em 1968, Brown atuou como professor Fulbright na Australian National University e na Monash University, na Austrália. Brown viajou para todas as partes do sul da Ásia e do sul da Europa, incluindo Cingapura, Jaipur, Istambul, França e Itália, antes de retornar à América. Em seu retorno aos EUA em 1971, tornou-se professora na Universidade George Washington no Departamento de Estudos Americanos. Brown foi o único membro negro do corpo docente a servir em tempo integral. Ela permaneceu membro da Universidade George Washington até sua morte em 1976. Em 1972, Brown viajou novamente, desta vez para cidades africanas que incluem Gao, Cairo, Segou, Marrakesh, Timbuktu, Fez, Ibandan, Benin, Axum, Kumasi e Luxor.
Brown se juntou ao comitê da American Historical Association em seu retorno e serviu lá até 1973. Seus esforços ajudaram a estabelecer a Columbia Historical Society de Washington DC em 1973.
Dominando o uso da história oral, ela também atuou no projeto de História Oral de Mulheres Negras da Biblioteca Schlesinger no Radcliffe College como consultora principal.

### Livros
Além de servir como professora e pesquisadora, Brown escreveu e contribuiu para vários livros sobre Washington, DC durante seus últimos anos. Alguns de seus livros são:
- Washington de Banneker a Douglass, 1791 – 1870 (1971) co-autoria de Elsie M. Lewis.[12]
- Washington na Nova Era, 1870 – 1970 (1972) co-autoria de Richard Wade.[13]
- Negros livres no Distrito de Columbia, 1790–1846[14]
- Padrões de Residência de Negros no Distrito de Columbia, 1800–1860 [15]
- Negros livres no distrito original de Columbia [16]

## Vida pessoal
Brown casou-se com Theodore Edward Brown em 1947 e se estabeleceu brevemente em sua cidade natal, Harlem. Ela o conheceu enquanto cursava seu doutorado em história pela Universidade de Harvard. Theodore Brown era um estudante de doutorado na Universidade de Harvard no campo da economia.  Mais tarde, tornou-se economista.
Eles tiveram dois filhos: Lucy Evadne Brown nasceu em 1948 e Theodore Edward Brown Jr. seguiu em 1951.

## Morte
Após uma carreira de mais de quatro décadas, Brown morreu em casa aos 60 anos em 3 de agosto de 1976, em Washington, DC, após lutar contra um câncer.
Professor de filosofia na Universidade George Washington, Roderick S. French disse no serviço memorial realizado na Capela de Belém da Catedral Nacional em 7 de agosto de 1976, que:

A forte, inteligente e bem-humorada Letitia Woods Brown foi instrutora de todos nós. Não consigo imaginar a pessoa - homem ou mulher - afortunada o suficiente para estar associada a ela, que teria sido tão complacente ou tão dogmática a ponto de nunca ter sido surpreendida com uma nova compreensão de Letitia. Sua inteligência criativa era contínua, imediata, última por especialização e individual.

## Reconhecimento
Após sua morte em 1976, a Association of Black Women Historical Society sob a presidência de Nell Irvin Painter estabeleceu um prêmio em seu nome, o Letitia Woods Brown Memorial Book Award em 1983 para homenagear acadêmicos cujas publicações no campo da história das mulheres afro-americanas são as melhores exemplos. Uma palestra anual na história na Sociedade Histórica de Washington, DC foi nomeada "The Letitia Woods Brown Lecture". A Letitia Woods Brown Fellowship também foi estabelecida pela George Washington University no campo da história e cultura afro-americana.
Em novembro de 2013, a Universidade George Washington organizou a Letitia Woods Brown Memorial Lecture para celebrar a memória de Brown no Auditório Jack Morton. A cerimônia foi gratuita e aberta ao público.  Entre outros, Steven Knapp, atual presidente da George Washington University esteve presente na palestra. Durante a palestra, Knapp descreveu Brown como "o primeiro professor afro-americano em tempo integral em George Washington, um estudioso da história do Distrito de Columbia e um incansável defensor da preservação do patrimônio da cidade".

### Citações
1. 1 2 3 4 5 6 7 8 9 10 11 12  «American Women Historians, 1700s – 1990s: Letitia Woods Brown», abwh.org/, Association of Black Women Historians (ABWH), consultado em 12 de janeiro de 2015
2. 1 2 3 4 5 6 7 8 9 10 11 12 13 14 15 16 17 18 19 20 21 22 23  Jones, Ida E., «Letitia Woods Brown Memorial Book and Article Award: "Something for me, my family, the race and mankind: Letitia Woods Brown, 1915–1976"», abwh.org/, Association of Black Women Historians (ABWH), consultado em 12 de janeiro de 2015
3. 1 2  Ware 2004, p. 83.
4. ↑  Ware 2004, pp. 83–84.
5. 1 2 3 4 5 6 7 8 9 10 11 12 13  Ware 2004, p. 84.
6. ↑  «Bday Letitia Woods Brown pioneer in researching and teaching African American history completed PhD at Harvard». nwhp.org/. Consultado em 13 de janeiro de 2015
7. 1 2  Lopez D. Matthews, Jr. «Letitia Woods Brown (1915–1976)». h-net.msu.edu/. msu.edu. Consultado em 12 de janeiro de 2015. Arquivado do original em 5 de março de 2016
8. ↑  Scanlon & Cosner 1996, p. 31.
9. ↑  «Letitia Woods Brown, one of the first black historians in the country to gain international fame.». utexas.edu/. U Texas. Consultado em 12 de janeiro de 2015
10. ↑  «October Highlights in U.S. Women's History». rowan.edu/. Rowan Education. Consultado em 12 de janeiro de 2015
11. ↑  «October in Women's history». womenstudies.unm.edu/. Women Studies. Consultado em 13 de janeiro de 2015
12. ↑  Lewis & Brown 1971, p. 2.
13. 1 2  Scanlon & Cosner 1996, p. 32.
14. ↑  Brown 1972, pp. 1–2.
15. ↑  Brown 1971, pp. 1–2.
16. ↑  Brown 1966, pp. 1–2.
17. ↑  French 1980, p. 522.
18. ↑  «Monday open thread prominent black historians». pragmaticobotsunite.com/. Consultado em 12 de janeiro de 2015. Arquivado do original em 4 de março de 2016
19. 1 2 3  Lopez, Julyssa (13 de novembro de 2013). «Lecture celebrate contributions DC History». George Washington University. Consultado em 12 de janeiro de 2015
20. 1 2 3  Lopez, Julyssa (18 de novembro de 2013). «Letitia Woods Brown lecture honors DC Historical studies». George Washington University. Consultado em 12 de janeiro de 2015